# Penny Wong
Penelope Ying-Yen Wong, detta Penny (Kota Kinabalu, 5 novembre 1968), è una politica australiana di origini malaysiane, dal maggio 2022 ministro degli Esteri dell'Australia.
Senatrice dal 1º luglio 2002, durante la sua carriera ha ricoperto numerosi incarichi istituzionali, tra cui quelli di ministro per il cambiamento climatico (2007–2010) e ministro delle finanze e della deregolamentazione (2010–2013). È capogruppo all Senato del Partito Laburista Australiano (ALP) dal 2013 ed è stata Capo del governo al Senato per due volte inizialmente nel 2013 e successivamente dal 2022.
Nata in Malaysia da padre cinese-malaysiano e madre anglo-australiana, Wong ha studiato giurisprudenza laureandosi come avvocato e svolgendo l'attività di consulente politica.
Nel 2008 è stata la prima donna di origini asiatiche a far parte del governo australiano. È stata anche la prima donna parlamentare australiana apertamente LGBT ed è stata una figura determinante nella legalizzazione del matrimonio tra persone dello stesso sesso in Australia nel 2017.

## Biografia
Wong è nata il 5 novembre 1968 a Kota Kinabalu, la capitale del Sabah, che cinque anni prima era entrata a far parte della Malaysia. I suoi genitori erano Jane (nata Chapman), un'australiana inglese i cui antenati raggiunsero per la prima volta il South Australia su Cygnet nel 1836, e Francis Wong, un cinese malaysiano di origine cantonese e Hakka che visse a Sandakan durante l'occupazione giapponese del Borneo britannico. I genitori di Penny Wong si erano conosciuti all'inizio degli anni '60, quando Francis Wong studiava architettura all'Università di Adelaide sotto il Piano Colombo.  Penny Wong è cresciuta parlando il malese (Bahasa Melayu), il cinese e l'inglese. A cinque anni iniziò a frequentare la Kinabalu International School.  Dopo che i suoi genitori si separarono, si trasferì ad Adelaide, South Australia, all'età di otto anni con la madre e il fratello minore.

### Istruzione e politica studentesca
Dopo aver iniziato alla Coromandel Valley Primary School, Wong ha ottenuto una borsa di studio allo Scotch College, Adelaide, dove ha studiato chimica, fisica e matematica. Durante la sua permanenza allo Scotch College, Wong ha girato la Nuova Caledonia come parte dei suoi studi di lingua francese, si è esibita in produzioni scolastiche di spettacoli teatrali come "Sei personaggi in cerca di un autore" e ha co-capitanato la squadra di hockey. Ha iniziato a studiare medicina all'Università di Adelaide,  ma dopo aver trascorso un anno in scambio in Brasile, scoprì che aveva un'avversione per il sangue. Si è poi laureata in Giurisprudenza presso l'Università di Adelaide.
Attraverso la sua amicizia con David Penberthy, che era stato anche lui con uno scambio in America Latina, Wong si unì al Comitato in Solidarietà con l'America Centrale e i Caraibi (CISCAC) sponsorizzato dal Partito Socialista dei Lavoratori mentre era all'università nel 1987, ma non era un membro attivo. I collegamenti di Wong con il CISCAC l'hanno portata in contatto con un gruppo più ampio di attivisti di sinistra che si sono opposti alle modifiche pianificate del governo laburista Hawke alle tasse universitarie. In un'elezione del luglio 1988, Wong vinse un posto nel consiglio dell'Unione universitaria di Adelaide come parte del neonato Progressive Education Team. Un mese dopo, mentre protestava fuori da una convention del Partito laburista statale all'Adelaide Trades Hall, Wong ha avuto una conversazione con il membro dei giovani laburisti Lois Boswell, che le ha detto che "se volevi davvero fare la differenza, dovevi essere dentro la stanza per vincere quella battaglia". Lo stesso giorno Wong si unì al partito laburista; attribuisce la sua decisione alla sua conversazione con Boswell e alla nuova politica "One Australia" della Liberal-National Coalition che si oppone al multiculturalismo e all'immigrazione asiatica.
Wong è stata coinvolta con la leadership dell'Adelaide University Labor Club, ed è stata delegata alla Convenzione dello Stato del Partito laburista dell'Australia meridionale ogni anno dal 1989. Ha anche lavorato part-time per l'Unione dell'edilizia, della silvicoltura, delle miniere e dell'energia (CFMEU) ed è emntrata nell'esecutivo dell'Unione nazionale degli studenti. Un certo numero di suoi coetanei all'università sono diventati politici australiani: l'ex senatrice del South Australia, Natasha Stott Despoja, l'ex premier del South Australia Jay Weatherill e il ministro della salute Mark Butler.